# Turpion d'Angoulême
Pour les articles homonymes, voir Turpion et Turpin.
Turpion ou Turpin († 863), est le plus ancien comte d'Angoulême connu, probablement membre de la famille des Guilhelmides.

## Biographie
Son ascendance est incertaine. Les seules certitudes sont qu'il est frère d'Émenon († 866) et de Bernard († 844), comtes de Poitiers. Il est probablement issu de la famille franque des Guilhelmides. Les hypothèses relatives à son ascendance sont exposées dans l'article sur Émenon de Poitiers.
Malgré l'attitude de son frère le comte Émenon, qui soutient ouvertement les révoltes de Pépin Ier d'Aquitaine contre l'empereur Louis le Pieux, il est nommé par ce même empereur comme comte d'Angoulême en 839, ce qui, selon Édouard de Saint-Phalle, indique que sa famille est puissante et à ménager.
Lorsqu'Émenon est déposé par Louis le Pieux, c'est à Angoulême auprès de Turpion qu'il va se réfugier.
En 844, il combat aux côtés de son cousin Guillaume de Septimanie, comte de Toulouse, sous les ordres de Pépin II d'Aquitaine. Le 14 juin 844, ils écrasent l'armée de Charles le Chauve à proximité d'Angoulême.
Selon le chroniqueur Adémar de Chabannes, Turpion fut tué le 4 octobre 863 près de Saintes dans un combat contre les Vikings. Il ne semble pas avoir eu d'enfant, car c'est son frère Émenon qui lui succède au comté d’Angoulême.